# Айн-Джанна
Айн-Джанна (араб. عين جنا‎) — город на северо-западе Иордании, расположенный на территории мухафазы Аджлун. Входит в состав района Аджлун.

## Географическое положение
Город находится в восточной части мухафазы, к западу от хребта Джебель-Аджлун, на расстоянии приблизительно 33 километров (по прямой) к северо-северо-западу (NNW) от столицы страны Аммана. Абсолютная высота — 1063 метра над уровнем моря.

## Население
По данным официальной переписи 2015 года численность население составляла 12 490 человек (6320 мужчин и 6170 женщин). В городе насчитывалось 2529 домохозяйств.

## Транспорт
Через город проходит национальная автотрасса № 55 (Ирбид — Аджлун). Ближайший аэропорт расположен в городе Амман.